# Edward Szostak
Pour les articles homonymes, voir Szostak.
Edward Szostak, né le 12 septembre 1911, à Cracovie, en Pologne et décédé le 10 octobre 1990, à Cracovie, est un ancien joueur polonais de basket-ball.